# Dennis Larsen
Dennis Larsen es un deportista danés que compitió en remo como timonel. Ganó dos medallas en el Campeonato Mundial de Remo, en los años 1995 y 1996, ambas en la prueba de ocho con timonel ligero.

## Palmarés internacional
| Campeonato Mundial | Campeonato Mundial       | Campeonato Mundial | Campeonato Mundial      |
| Año                | Lugar                    | Medalla            | Prueba                  |
| ------------------ | ------------------------ | ------------------ | ----------------------- |
| 1995               | Tampere (Finlandia)      | Medalla de oro     | Ocho con timonel ligero |
| 1996               | Motherwell (Reino Unido) | Medalla de plata   | Ocho con timonel ligero |